# Köýtendag
Der Köýtendag oder Kugitangtau (russisch Кугитангтау) ist ein Gebirgszug an der Grenze zwischen Turkmenistan und Usbekistan.
Der Köýtendag bildet die südwestliche Fortsetzung des Baisuntau. Er erstreckt sich über eine Länge von etwa 100 km in NO-SW-Richtung. Seine höchste Erhebung ist der 3139 m hohe Aýrybaba. Der Köýtendag endet im Süden am Tal des Amudarja. Der Übergang im Norden zum Baisuntau liegt bei der Schlucht des Flusses Sherobad westlich von Boysun.

Dinosaurier-Fußspuren (Iguanodon) im Kugitangtau, Turkmenistan

Das Gebirge besteht aus Kalkstein. Es gibt auch Karsterscheinungen. Das Gebirge ist von mehreren Schluchten durchzogen, darunter die Dareidere und Tutlidara. Im Hodschapil (Turkmenistan) gibt es Dinosaurierspuren aus dem oberen Jura.
In den Vorbergen gedeihen Ephemere. Darüber bilden Xerophyten eine subtropische Bergheide. Pistazien und spärlicher Bewuchs von Wacholder findet man in der Bergsteppe.
Im höchsten Bereich des Gebirges befindet sich auf turkmenischer Seite seit 1986 das Köýtendag-Naturreservat.